# Жезл

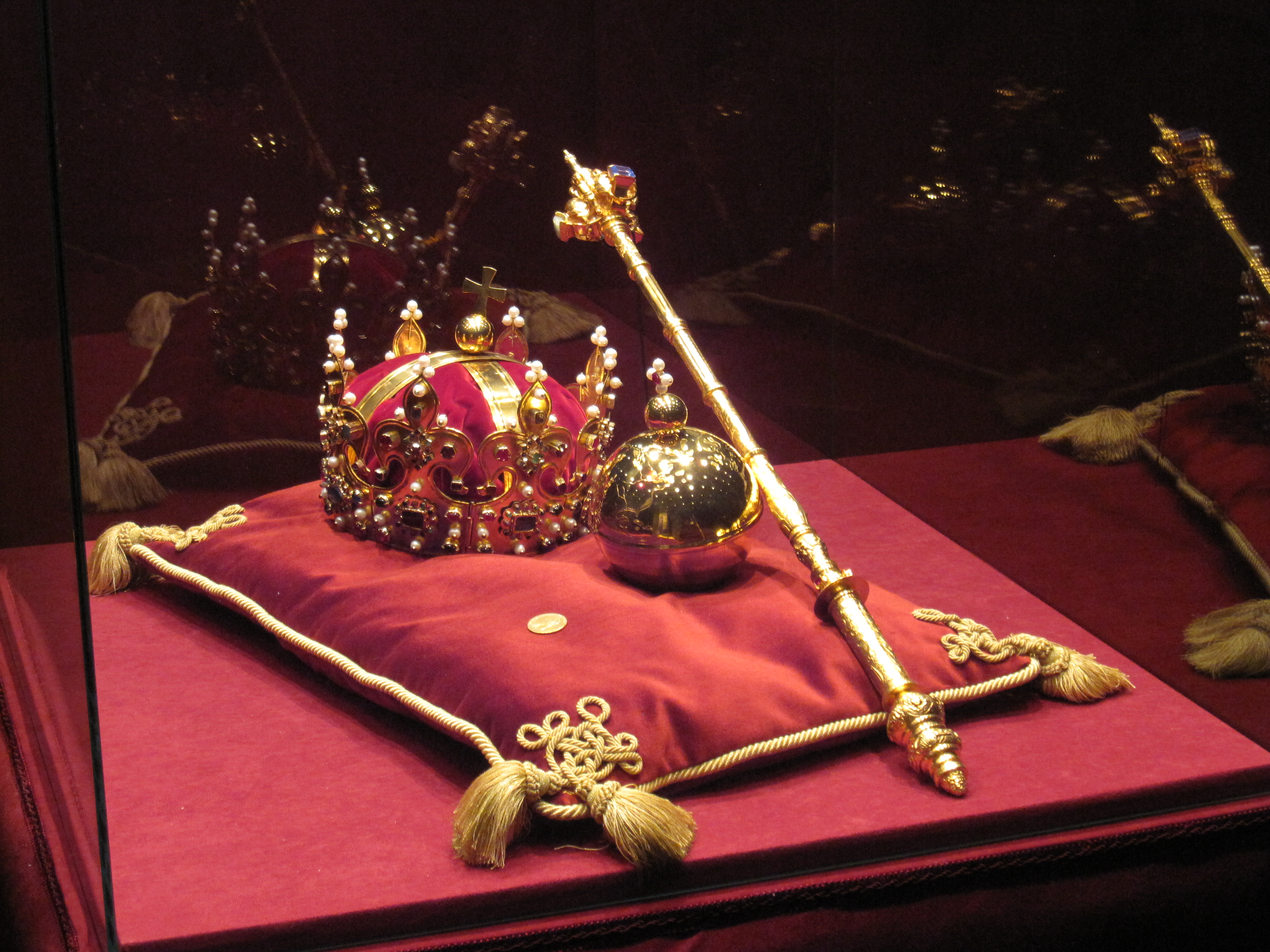
Королівські регалії Польщі

Жезл — особливої форми паличка, що служить символом влади, високого становища. Має вигляд короткої металевої або костяної палиці, прикрашається коштовним камінням і державною символікою. Прототипом жезла була звичайна палиця, яка була в первісних народів ознакою влади.
Слово жезл (д.-рус. жезлъ, жьзлъ) походить від староцерк.-слов. жьзлъ, що вважається спорідненим з дав.-ісл. geisl («палиця»), давн.в-нім. geisala («бич»), грец. χαίος («палиця пастуха», «ґирлиґа»), галльськ. gaesum («важкий метальний спис»).
Різновиди жезлів:
- Скіпетр (берло) — символ влади монарха
- Маршальський жезл — відзнака маршалів
- Придворний жезл — відзнака деяких придворних чинів (гофмаршалів, церемоніймейстерів та ін.)
- Блазенський жезл — палиця з набалдашником у вигляді блазенського ковпака
- Булава — знак влади в Речі Посполитій та Гетьманщині
- Патериця — жезл архієреїв і настоятелів монастирів
- Кадукей — атрибут вісників у Стародавніх Греції і Римі
- Літуус — жезл жерців у Стародавньому Римі
- Вас — давньогипетський скіпетр